# Aeroscopia

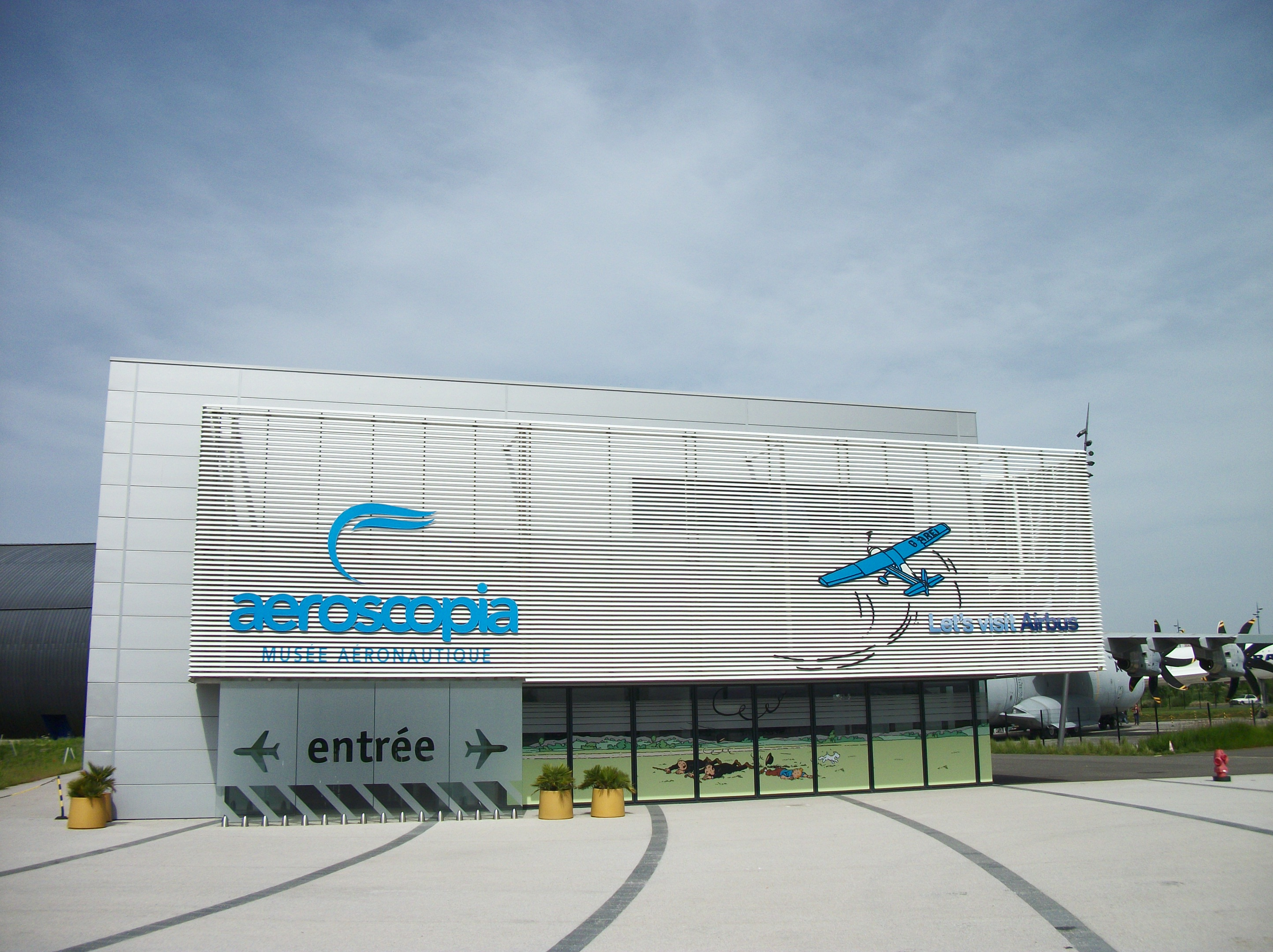
Aeroscopia

Aeroscopia ist ein französisches Luftfahrtmuseum in Blagnac (Département Haute-Garonne), in der Nähe von Toulouse. Es beherbergt insbesondere zwei Exemplare der Concorde und einen Airbus A380. Die Eröffnung fand am 14. Januar 2015 statt. Das Museum bietet 7.000 m² Hallenfläche und einen 35.000 m² Außenbereich.

## Sammlung

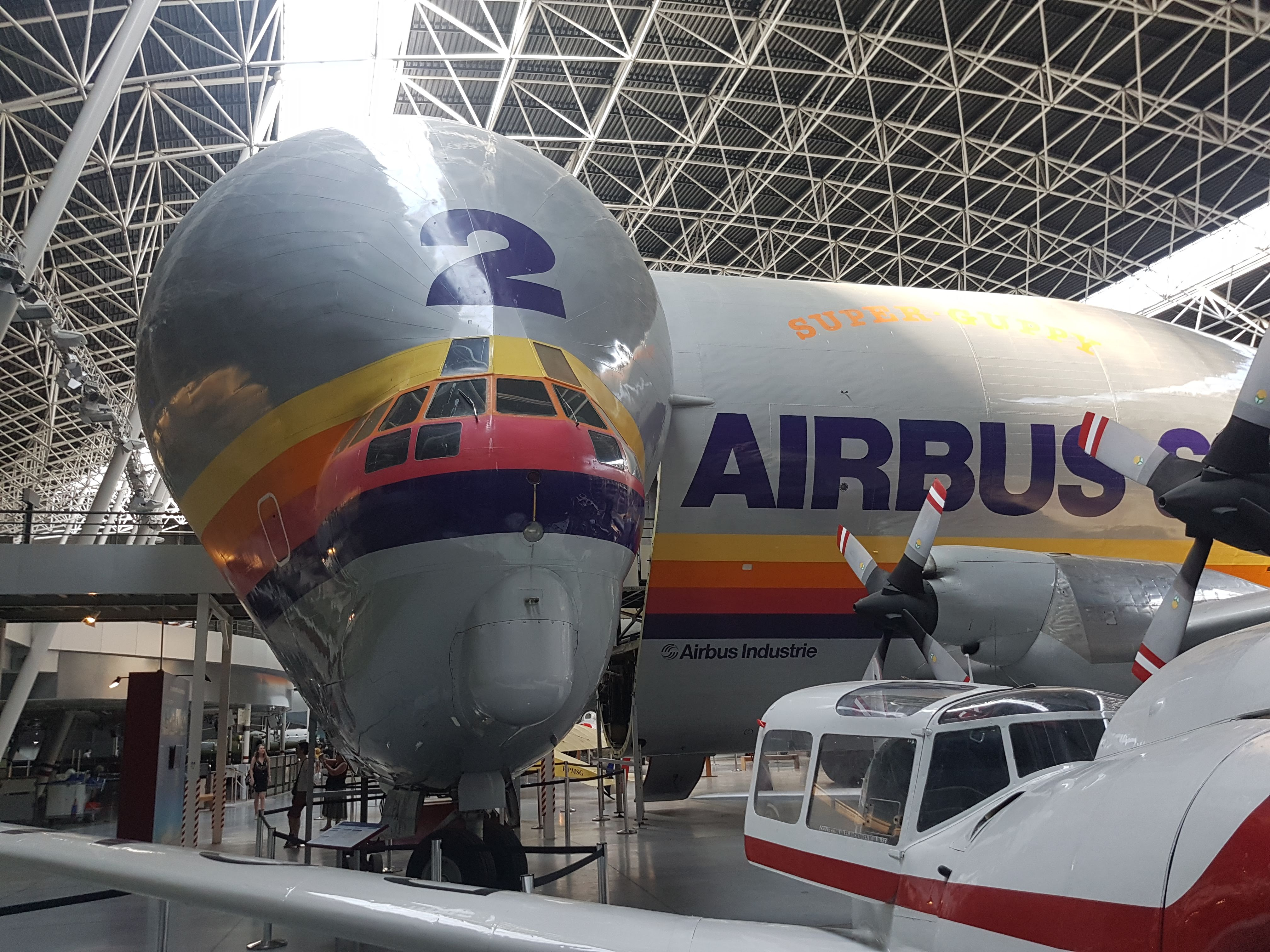
Boeing Super Guppy Turbine

Das Museum beherbergt zwei Concordes: Ein Vorserienmodell mit Erstflug 1973, welches 1985 den letzten Flug hatte und im Innenbereich des Museums ausgestellt ist, sowie eine Serien-Concorde der Air France, welche bis 2003 im Einsatz war und im Außenbereich des Museums steht.
Der A380, die Concorde und der A300 können von innen besichtigt werden. Letzterer weist einen gläsernen Boden auf, der einen Blick auf die Kabel und Leitungen ermöglicht.

### Exponate
- 2 Concorde[8]
- ein A380[3]
- ein A340[3]
- ein A320[3]
- ein A300B[4]
- ein A400M[7]
- ein ATR72[3]
- ein ATR42[3]
- eine Caravelle[4]
- eine Super Guppy[4]